# Robin (personaj)
Robin sau Băiatul Minune este pseudonimul mai multor supereroi care apar în benzile desenate americane publicate de DC Comics. Personajul a fost creat inițial de Bob Kane, Bill Finger și Jerry Robinson, pentru a servi drept omologul junior și partenerul supereroului Batman. Ca echipă, Batman și Robin au fost numiți Caped Crusaders și Dynamic Duo.
Prima încarnare a personajului, Dick Grayson, a debutat în Detective Comics #38 (aprilie 1940). Conceput ca o modalitate de a atrage cititorii tineri, Robin a avut o primire covârșitor de pozitivă din partea criticii, dublând vânzările titlurilor Batman. Primele aventuri solo ale lui Robin au avut loc în Star Spangled Comics #65-130 (1947-1952). A avut apariții regulate în benzile desenate Batman, și în alte publicații DC Comics, din 1940 până la începutul anilor 1980, când personajul a lăsat deoparte identitatea Robin și a devenit supereroul independent Nightwing.

## Creare
La aproximativ un an de la debutul lui Batman, creatorii Bob Kane și Bill Finger l-au prezentat pe Robin, băiatul minune, în Detective Comics #38 (1940). Numele „Robin the Boy Wonder” și aspectul medieval al costumului original au fost inspirate de Robin Hood. Alte relatări ale originii lui Robin afirmă că numele provine de la pasărea numită „American robin” (Măcăleandru american), nu de la Robin Hood.
Deși Robin este cel mai bine cunoscut ca fiind partenerul lui Batman, versiunile personajului au fost, de asemenea, membri ai grupurilor de supereroi Teen Titans (cu Dick Grayson ca membru fondator și lider) și Young Justice.

## Caracterizare

### Dick Grayson

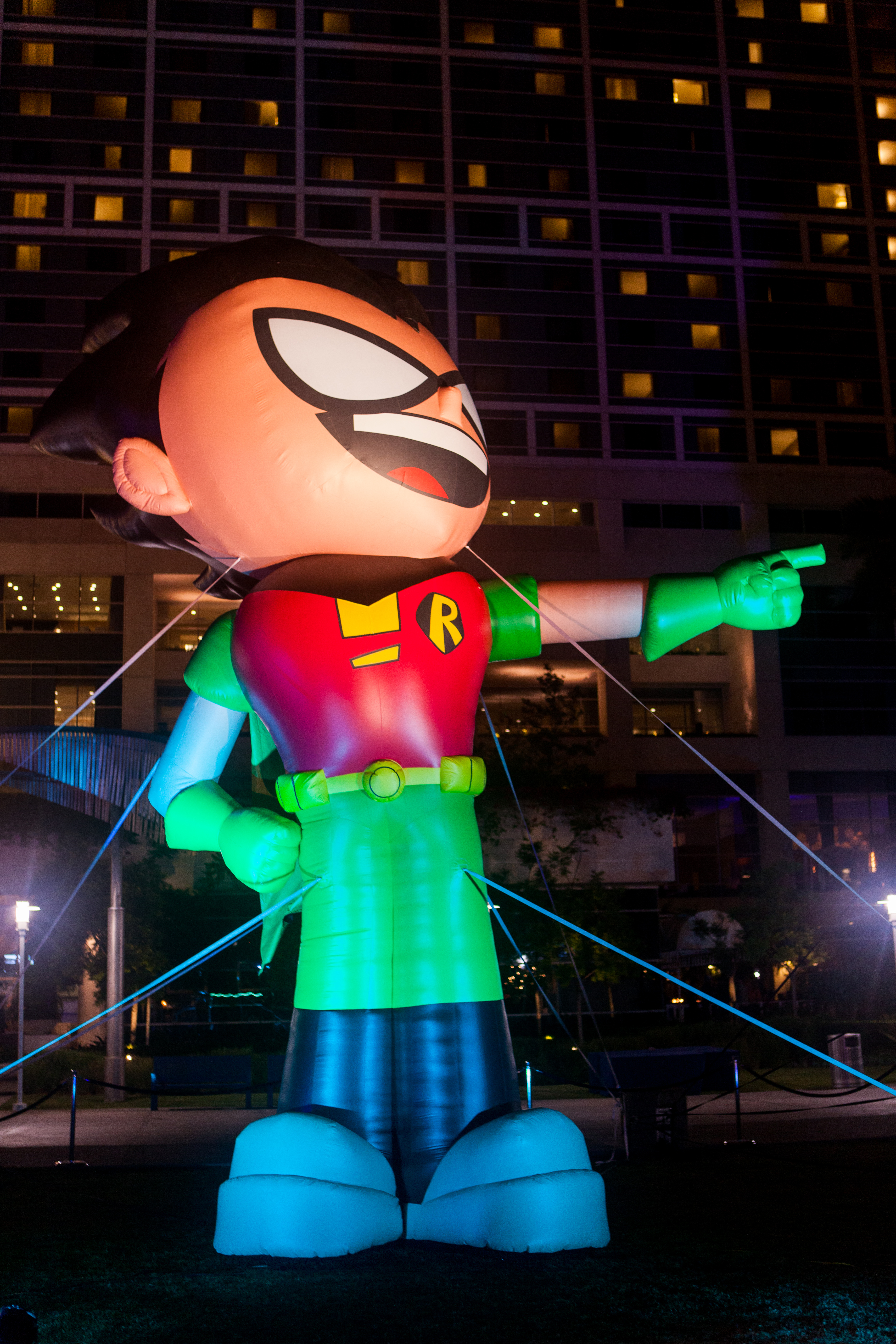
Robin gonflabil la San Diego Comic-Con, 2013

În benzile desenate, Dick Grayson era un acrobat în vârstă de 8 ani, și cel mai tânăr copil al familiei de actori „Flying Graysons”. Un gangster pe nume Boss Zucco, inspirat vag din personajul Little Caesar al actorului Edward G. Robinson, extorchează bani de la circ, și îi ucide pe părinții lui Grayson, John și Mary, sabotându-le echipamentul de trapez ca avertisment împotriva sfidării. Batman a investigat crima și, sub numele alter ego-ului său, miliardarul Bruce Wayne, l-a pus pe Dick în custodia sa ca tutore legal. Împreună l-au investigat pe Zucco și au adunat dovezile necesare pentru a-l aduce în fața justiției. De la apariția sa de debut în 1940 și până în 1969, Robin a fost cunoscut sub numele de Băiatul Minune. Batman creează un costum pentru Dick, format dintr-o tunică roșie, o pelerină galbenă, mănuși verzi, cizme verzi, boxeri de spandex verzi și o centură utilitară. Pe măsură ce a crescut, a absolvit liceul și s-a înscris la Universitatea Hudson, Robin și-a continuat cariera sub numele de Teen Wonder, din 1970 până la începutul anilor 1980.
Personajul a fost redescoperit de o nouă generație de fani în anii 1980, datorită succesului seriei The New Teen Titans, în care a părăsit complet umbra lui Batman pentru a-și asuma identitatea de Nightwing. Îl ajută pe Batman pe parcursul poveștilor ulterioare în ceea ce privesc mai multe conflicte cu Jason Todd, până la revenirea sa finală ca „Red Hood”. Grayson a preluat temporar rolul lui Batman (în timp ce Wayne călătorea în timp), folosindu-se de ajutorul lui Damian Wayne, făcându-și noua apariție ca „Robin”, pentru a-l învinge și întemnița pe Todd. Odată cu revenirea lui Bruce Wayne, Grayson a redevenit Nightwing.

### Julie Madison
Julie Madison s-a dat drept Robin pentru o scurtă perioadă de timp într-o poveste a lui Bob Kane publicată în Detective Comics #49 din martie 1941.

### Jason Todd
În momentul în care Len Wein a preluat funcția de editor al titlurilor Batman de la DC Comics, în 1982, Dick Grayson trecuse în mare parte la rolul de lider al echipei de tineri supereroi Teen Titans. Cu toate acestea, în condițiile în care personajul nu mai apărea în benzile desenate Batman, au devenit evidente dezavantajele de a spune povești despre Batman fără ca personajul să acționeze ca o cutie de rezonanță pentru protagonist. Așadar, Jason Todd a fost creat ca înlocuitor al lui Dick Grayson. Personajul a debutat în Batman #357 (martie 1983), și și-a făcut prima apariție completă în Detective Comics #525 (aprilie 1983). Avea să apară, pentru prima dată în costumul lui Robin, în Batman #366 (decembrie 1983), când l-a ajutat pe Batman într-o luptă contra Joker.
În 1988, Dennis O'Neil a sugerat că un publicul ar putea fi atras de benzi desenate dacă i s-ar oferi posibilitatea de a influența procesul de creație. Stabilindu-se asupra ideii de sondaj telefonic prin intermediul unui număr 1-900, O'Neil a decis, în urma discuțiilor cu președintele DC Comics, Jenette Kahn, că sondajul nu ar trebui să fie irosit pentru ceva nesemnificativ. O'Neil a decis să folosească sondajul pentru a determina soarta celui de-al doilea Robin. O'Neil a declarat: „Candidatul logic era Jason, deoarece aveam motive să credem că oricum nu era atât de popular. Era o cascadorie atât de mare încât nu puteam să o facem cu un personaj minor”. Chiar dacă Jason Todd era nepopular printre cititori, O'Neil nu se putea decide ce să facă cu personajul, așa că a optat să prezinte alegerea cititorilor.
Votul a fost stabilit în povestea în patru părți „A Death in the Family”, care a fost publicată în Batman #426-429, în 1988. La sfârșitul Batman #427, Jason a fost bătut de Joker și lăsat să moară într-o explozie. Pe coperta interioară din spatele numărului erau listate două numere 1-900 la care cititorii puteau suna pentru a vota pentru moartea sau supraviețuirea personajului. În cele 36 de ore alocate pentru vot, sondajul a primit 10.614 voturi. Verdictul în favoarea morții personajului a câștigat cu o diferență mică de 72 de voturi, 5.343 de voturi la 5.271. Următorul număr, Batman #428, a fost publicat cu moartea lui Todd.

### Tim Drake
Editura DC Comics a rămas incertă cu privire la decizia cititorilor de a-l ucide pe Jason Todd, întrebându-se dacă cititorii îl preferau pe Batman ca justițiar singuratic, dacă nu-l plăceau pe Todd în mod special sau dacă pur și simplu doreau să vadă dacă DC chiar va ucide personajul. În plus, filmul Batman din 1989 nu l-a avut în prim plan pe Robin, ceea ce a dat editurii un motiv pentru a-l ține departe de seria de benzi desenate, în scopuri de marketing. Indiferent de acest aspect, totuși, editorul Batman, Denny O'Neil, a introdus un nou Robin. Cel de-al treilea Robin, Timothy Drake, a apărut pentru prima dată într-un flashback în Batman #436 (1989) ca băiat preadolescent. Prenumele lui Drake era o aluzie la Tim Burton, regizorul filmului Batman din 1989. Personajul a îmbrăcat pentru prima dată costumul lui Robin în aclamata continuare a poveștii „A Lonely Place of Dying”, care a culminat cu numărul 442, și a fost scrisă de Marv Wolfman, cu coperta realizată de George Pérez.

### Stephanie Brown
Stephanie Brown, prietena lui Tim Drake și aventuriera costumată cunoscută anterior sub numele de Spoiler, s-a oferit voluntar pentru rolul lui Robin după demisia lui Tim. Batman a concediat-o pe Girl Wonder pentru că nu i-a ascultat ordinele, în două instanțe. Stephanie a furat apoi unul dintre planurile incomplete ale lui Batman de a controla criminalitatea din Gotham și l-a pus în aplicare. Încercând să își dovedească valoarea, Brown a declanșat fără să vrea un război între bande pe străzile din Gotham. În timp ce încerca să ajute la încetarea războiului, Brown a fost capturată și torturată de șeful nebun al crimei, Black Mask. Ea a reușit să scape, dar se pare că a murit la scurt timp după aceea din cauza gravității rănilor suferite.

### Damian Wayne
Damian Wayne a fost copilul lui Bruce Wayne și al Taliei al Ghul, fiind astfel nepotul lui Ra's al Ghul. Batman nu a știut de existența fiului său ani de zile, până când Talia l-a lăsat pe Damian în grija sa. Damian era violent și lipsit de disciplină și moralitate, fiind antrenat de Liga Asasinilor. Învățând să ucidă de la o vârstă fragedă, comportamentul criminal al lui Damian a creat o relație tulbure cu tatăl său, care a jurat să nu ia niciodată o viață.
În urma evenimentelor Batman: The Return of Bruce Wayne și Flashpoint, Bruce Wayne a revenit la rolul său de Batman, în timp ce Dick și-a reluat rolul de Nightwing. Începând cu The New 52, Damian a continuat să lucreze cu tatăl său, dar a renunțat temporar să mai fie Robin (deoarece mama sa pusese un preț pe capul lui), și a trecut la identitatea de Red Bird. Damian și-a găsit sfârșitul în mâinile lui Heretic, o clonă îmbătrânită a lui Damian care lucra pentru Leviathan, renunțând în mod brav la viața sa. În ciuda statutului său de decedat, Damian a jucat în propria miniserie, Damian: Son of Batman, scrisă și desenată de Andy Kubert, plasată într-un viitor în care Damian este pe cale să devină Batman după ce tatăl său a căzut victimă unei capcane puse de Joker. În cele din urmă, Batman a început o misiune dificilă pentru a-l învia, readucându-l pe Damian la viață cu ajutorul Chaos Shard al lui Darkseid.

## Adaptări

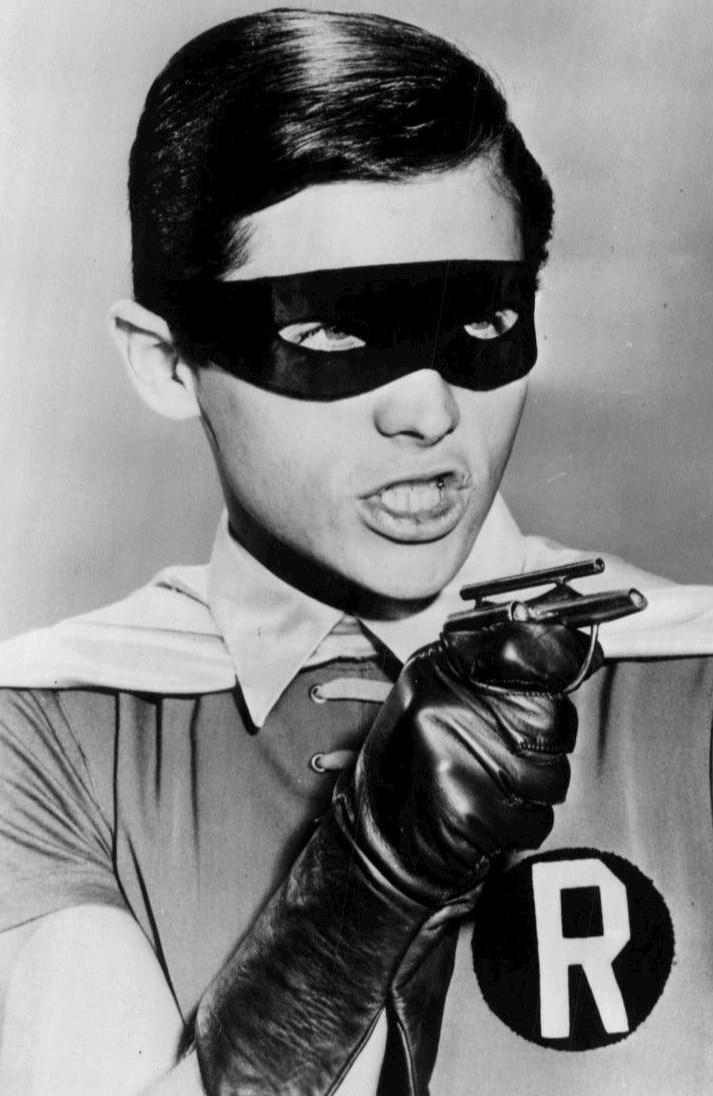
Burt Ward ca Robin în serialul Batman (1966-1968)

Robin (Dick Grayson) a fost interpretat de Douglas Croft și, respectiv, Johnny Duncan, în 1943 și 1949, în serialele Batman. Burt Ward l-a interpretat în serialul Batman din 1966-1968 și în filmul aferent din 1966. În filmele live-action Batman Forever și Batman & Robin, a fost interpretat de Chris O'Donnell. Michael Cera a dat voce personajului în filmul Lego Batman: Filmul.
Versiunea Dick Grayson a lui Robin apare, de asemenea, în Batman: Serialul de Animație, dublat de Loren Lester. Grayson este înlocuit de Tim Drake, interpretat de Mathew Valencia, în seria ulterioară, Noile Aventuri cu Batman.
O versiune mai veche a lui Robin (Dick Grayson) este interpretată de Brenton Thwaites în serialul live-action Titans.
Serialul animat Tinerii Titani îl prezintă pe Robin (dublat de Scott Menville) ca lider al unei echipe de tineri eroi; în mai multe episoade se sugerează că acest Robin este Dick Grayson. În episodul din sezonul doi, „Fracturat”, este introdusă o versiune a lui Bat-Mite care pretinde că este geamănul genetic al lui Robin. Bat-Mite își spune Nosyarg Kcid („Dick Grayson” scris invers). Într-un alt episod, Raven îi citește mintea lui Robin, și vede un bărbat și o femeie căzând de pe un trapez (un eveniment cunoscut doar în biografia lui Grayson). Într-un alt episod, Starfire călătorește în viitor și descoperă că Robin a preluat identitatea lui Nightwing. Menville își reia rolul lui Robin în Haideți, Tineri Titani!.